# Boninthemis insularis
Boninthemis insularis е вид насекомо от семейство Плоски водни кончета (Libellulidae). Видът е критично застрашен от изчезване.

## Разпространение
Разпространен е в Япония (Бонински острови).